# グラマー (雑誌)
Glamour（グラマー）は、コンデナスト・パブリケーションズが発行する女性向けファッション雑誌である。1939年4月に創刊され、イギリス、アメリカ、フランス、イタリア、ドイツ、スペイン、ロシア、ギリシャ、ポーランド、南アフリカ、ブラジル、ハンガリー、ルーマニア、ブルガリア、オランダ、メキシコで出版されている。

## アメリカ版編集長
- アリス・トンプソン (1939–1941)[1]
- Elizabeth Penrose (1941–1953)
- Nina Kyle (1953–1954)
- Kathleen Aston Casey (1954–1967)
- Ruth Whitney (1967–1998)
- ボニー・フラー (1998–2001)
- シンディ・リーヴ (2001–present)